# Milena Boteva
Milena Boteva est une joueuse bulgare de volley-ball née le 29 août 1981 à Roussé. Elle mesure 2,04 m, chausse du 46 et joue réceptionneuse-attaquante.

## Clubs
| Club                      | Pays    | De        | À         |
| ------------------------- | ------- | --------- | --------- |
| Gelati Gelma Seap Aragona | Italie  | 2003-2004 | 2005-2006 |
| Tena Santeramo            | Italie  | 2006-2007 | 2007-2008 |
| Karşıyaka Izmir           | Turquie | 2008-2009 | …         |